# Seznam druhů rodu bublinatka
Rod bublinatka (Utricularia) zahrnuje asi 245 druhů a je největším rodem masožravých rostlin. Je rozšířen po celém světě s výjimkou Antarktidy, nejsušších pouštních oblastí a většiny oceánických ostrovů. Nejvíce druhů roste v Austrálii a tropické Jižní Americe.
V roce 1989 publikoval Peter Taylor ucelenou monografii rodu, kde bylo rozlišováno celkem 214 druhů ve 2 podrodech a 35 sekcích. Toto členění do sekcí je s určitými úpravami přijímáno dodnes, s nástupem molekulárních studií se ale změnila celková koncepce řazení sekcí do podrodů. Část sekcí byla přeřazena z podrodu Utricularia do podrodu Polypompholyx, část do nového podrodu Bivalvaria. Zároveň došlo k úpravám vymezení některých sekcí.
Sekce Phyllosperma byla vřazena do sekce Foliosa, sekce Iperua do sekce Orchidioides. Druh Utricularia simmonsii byl přeřazen ze samostatné sekce Minutae do sekce Enskide.
Od vydání Taylorova díla  bylo popsáno několik desítek nových druhů bublinatek. Nové druhy, publikované do roku 2014, byly podrobeny taxonomické revizi a některé zamítnuty jako synonyma. Od roku 2015 do roku 2020 bylo popsáno dalších 10 druhů, které dosud nebyly přezkoumány. Tyto druhy zahrnuje i předložený seznam.

## PodrodBivalvaria

### SekceAranella
- Utricularia blanchetii
- Utricularia costata
- Utricularia fimbriata
- Utricularia laciniata
- Utricularia longeciliata
- Utricularia parthenopipes
- Utricularia purpureocaerulea
- Utricularia rostrata (syn. U. catolesensis)
- Utricularia sandwithii
- Utricularia simulans

### SekceAustrales
- Utricularia delicatula
- Utricularia lateriflora
- Utricularia simplex

### SekceAvesicarioides
- Utricularia rigida
- Utricularia tetraloba

### SekceBenjaminia
- Utricularia nana

### SekceCalpidisca
- Utricularia arenaria
- Utricularia bisquamata
- Utricularia brachyceras
- Utricularia firmula
- Utricularia livida
- Utricularia microcalyx
- Utricularia odontosepala
- Utricularia pentadactyla
- Utricularia sandersonii
- Utricularia troupinii
- Utricularia welwitschii

### SekceEnskide
- Utricularia fulva
- Utricularia chrysantha
- Utricularia jobsonii
- Utricularia simmonsii

### SekceLloydia
- Utricularia pubescens

### SekceNigrescentes
- Utricularia bracteata
- Utricularia caerulea
- Utricularia warburgii

### SekceOligocista
- Utricularia adpressa
- Utricularia albocoerulea
- Utricularia andongensis
- Utricularia arcuata
- Utricularia babui
- Utricularia bifida
- Utricularia bosminifera
- Utricularia cecilii
- Utricularia circumvoluta
- Utricularia delphinioides
- Utricularia erectiflora (syn. U. densiflora)
- Utricularia foveolata
- Utricularia graminifolia
- Utricularia heterosepala (syn. U. janarthanamii)
- Utricularia chiribiquetensis
- Utricularia involvens
- Utricularia laxa
- Utricularia lazulina
- Utricularia letestui
- Utricularia lloydii
- Utricularia macrocheilos
- Utricularia malabarica
- Utricularia meyeri
- Utricularia micropetala
- Utricularia odorata
- Utricularia pierrei
- Utricularia pobeguinii
- Utricularia polygaloides
- Utricularia praeterita (syn. U. naikii)
- Utricularia prehensilis
- Utricularia recta (syn. U. recta)
- Utricularia reticulata
- Utricularia scandens
- Utricularia smithiana
- Utricularia spiralis
- Utricularia subramanyamii
- Utricularia sunilii (druh popsán v roce 2018)[8]
- Utricularia tortilis
- Utricularia uliginosa
- Utricularia vitellina
- Utricularia wightiana

### SekcePhyllaria
- Utricularia brachiata
- Utricularia corynephora
- Utricularia forrestii
- Utricularia furcellata
- Utricularia garrettii
- Utricularia christopheri
- Utricularia inthanonensis
- Utricularia kumaonensis
- Utricularia moniliformis
- Utricularia multicaulis
- Utricularia phusoidaoensis
- Utricularia pulchra
- Utricularia salwinensis
- Utricularia spinomarginata
- Utricularia steenisii
- Utricularia striatula

### SekceStomoisia
- Utricularia cornuta
- Utricularia juncea

## PodrodPolypompholyx

### SekceLasiocaules
- Utricularia albertiana (druh popsán v roce 2018)[9]
- Utricularia antennifera
- Utricularia arnhemica
- Utricularia bidentata (druh popsán v roce 2018)[9]
- Utricularia capilliflora
- Utricularia dunlopii
- Utricularia dunstaniae
- Utricularia georgei
- Utricularia holtzei
- Utricularia cheiranthos
- Utricularia kamienskii
- Utricularia kenneallyi
- Utricularia kimberleyensis
- Utricularia lasiocaulis
- Utricularia leptorhyncha
- Utricularia lowriei
- Utricularia magna (druh popsán v roce 2018)[9]
- Utricularia papilliscapa (druh popsán v roce 2018)[9]
- Utricularia quinquedentata
- Utricularia rhododactylos
- Utricularia tridactyla
- Utricularia uniflora
- Utricularia wannanii (druh popsán v roce 2015)[10]

### SekcePleiochasia
- Utricularia albiflora
- Utricularia barkeri
- Utricularia beaugleholei
- Utricularia benthamii
- Utricularia blackmanii
- Utricularia byrneana (druh popsán v roce 2015)[10]
- Utricularia dichotoma (syn. U. ameliae, U. fenshamii)
- Utricularia fistulosa
- Utricularia grampiana
- Utricularia hamata (druh popsán v roce 2018)[9]
- Utricularia hamiltonii
- Utricularia helix
- Utricularia inaequalis
- Utricularia limmenensis (druh popsán v roce 2018)[9]
- Utricularia linearis
- Utricularia menziesii
- Utricularia monanthos
- Utricularia novae-zelandiae
- Utricularia paulineae
- Utricularia petertaylorii
- Utricularia singeriana
- Utricularia terrae-reginae
- Utricularia triflora
- Utricularia tubulata
- Utricularia violacea
- Utricularia volubilis

### SekcePolypompholyx
- Utricularia multifida
- Utricularia tenella

### SekceTridentaria
- Utricularia westonii

## PodrodUtricularia

### SekceAvesicaria
- Utricularia neottioides
- Utricularia oliveriana

### SekceCandollea
- Utricularia podadena

### SekceChelidon
- Utricularia mannii

### SekceChoristothecae
- Utricularia determannii
- Utricularia choristotheca

### SekceFoliosa
- Utricularia amethystina
- Utricularia biceps (druh popsán v roce 2018)[11]
- Utricularia calycifida
- Utricularia hintonii
- Utricularia hispida
- Utricularia huntii
- Utricularia longifolia
- Utricularia panamensis
- Utricularia petersoniae
- Utricularia praelonga
- Utricularia regia
- Utricularia schultesii
- Utricularia tricolor
- Utricularia tridentata

### SekceKamienskia
- Utricularia mangshanensis
- Utricularia peranomala

### SekceLecticula
- Utricularia resupinata
- Utricularia spruceana

### SekceMartinia
- Utricularia tenuissima (syn. U. julianae)

### SekceMeionula
- Utricularia geoffrayi (syn. U. ramosissima)
- Utricularia hirta
- Utricularia minutissima

### SekceMirabiles
- Utricularia heterochroma
- Utricularia mirabilis

### SekceNelipus
- Utricularia biloba
- Utricularia leptoplectra
- Utricularia limosa

### SekceOliveria
- Utricularia appendiculata

### SekceOrchidioides
- Utricularia alpina
- Utricularia asplundii
- Utricularia buntingiana
- Utricularia campbelliana
- Utricularia endresii
- Utricularia geminiloba
- Utricularia humboldtii
- Utricularia jamesoniana (syn. U. uxoris)
- Utricularia nelumbifolia
- Utricularia nephrophylla
- Utricularia praetermissa
- Utricularia quelchii
- Utricularia reniformis (syn. U. cornigera)
- Utricularia unifolia

### SekceSetiscapella
- Utricularia flaccida
- Utricularia nervosa
- Utricularia nigrescens
- Utricularia physoceras
- Utricularia pusilla
- Utricularia stanfieldii
- Utricularia subulata (syn. U. cochleata)
- Utricularia trichophylla
- Utricularia triloba

### SekceSprucea
- Utricularia cutleri[12]
- Utricularia viscosa

### SekceSteyermarkia
- Utricularia aureomaculata
- Utricularia steyermarkii

### SekceStylotheca
- Utricularia guyanensis

### SekceUtricularia
- Utricularia aurea
- Utricularia australis
- Utricularia benjaminiana
- Utricularia biovularioides
- Utricularia bremii
- Utricularia breviscapa
- Utricularia cymbantha
- Utricularia dimorphantha
- Utricularia floridana
- Utricularia foliosa
- Utricularia geminiscapa
- Utricularia gibba (syn. U. chiakiana)
- Utricularia hydrocarpa
- Utricularia incisa
- Utricularia inflata
- Utricularia inflexa
- Utricularia intermedia
- Utricularia macrorhiza
- Utricularia minor
- Utricularia muelleri
- Utricularia naviculata
- Utricularia ochroleuca
- Utricularia olivacea
- Utricularia perversa
- Utricularia platensis
- Utricularia poconensis
- Utricularia punctata
- Utricularia radiata
- Utricularia raynalii
- Utricularia reflexa (syn. U. corneliana)
- Utricularia stellaris
- Utricularia striata
- Utricularia stygia
- Utricularia vulgaris
- Utricularia warmingii

### SekceVesiculina
- Utricularia cucullata
- Utricularia myriocista
- Utricularia purpurea